# Машкарин, Денис Николаевич
Дени́с Никола́евич Машка́рин (род. 17 мая 1973 года, Ленинград, РСФСР, СССР) — российский футболист, защитник и полузащитник.
Воспитанник ленинградского футбола, карьеру на высшем уровне начал в московском ЦСКА. Затем играл в «Торпедо», новороссийском «Черноморце», ФК «Химки». Участник матча 4 ноября 1992 года, в котором ЦСКА обыграл на «Камп Ноу» «Барселону» — 3:2 и вышел в групповой этап Лиги чемпионов. Машкарин — автор второго гола армейцев на 57-й минуте.
После завершения профессиональной футбольной карьеры Машкарин отвечал за спортивную составляющую в дочерней фирме «Газпрома», которая проводит корпоративные мероприятия. В 2010 году выступал в Первенстве России среди ЛФК за команду «Варяги» (Москва). Он также является лицензированным футбольным агентом. С 2012 года Д. Н. Машкарин — сотрудник селекционной службы ЦСКА.